# George Leonard Jenyns
George Leonard Jenyns est un homme d’Église, né le 19 juin 1763 et mort en 1848. Il est vicaire de Swaffham Prior dans le Cambridgeshire de 1787 à 1848 puis chanoine d’Ely de 1802 à 1848. En 1787, il fait un considérable héritage de son cousin Soame Jenyns (1704-1787) et notamment de Bottisham Hall à Bottisham.
En 1788, il se marie avec Mary Heberden (1763-1832), la fille du célèbre médecin William Heberden (1710-1801), union dont naîtra :
- Soame Jenyns (décédé à l’âge de 14 ans)-
- Mary Jenyns (1790-1858)
- George Jenyns (1795-1878) qui se marie avec la fille du premier baron Gambien (1756-1833)
- Charles Jenyns (1798-1887)
- Leonard Jenyns (1800-1893), naturaliste,
- Elizabeth Jenyns
- Harriet Jenyns (1797-1857) qui se marie avec le botaniste John Stevens Henslow (1795-1861).